# Manfred Thinnes
Manfred Thinnes (* 16. Februar 1981) ist ein ehemaliger deutscher Basketballspieler.

## Laufbahn
Der 1,96 große Thinnes spielte bei Post Trier, für TBB Trier kam er in der Saison 2002/03 auf zwei Kurzeinsätze in der Basketball-Bundesliga. Anschließend war er nicht mehr Mitglied der Trierer Bundesliga-Mannschaft und spielte beim Oberligisten TVG Baskets Trier weiter. Später trat er mit DJK/MJC Trier in der 2. Regionalliga und ab 2007 in der 1. Regionalliga an. Er blieb bis 2009 Mitglied der Mannschaft.